# Teofil Szańkowski
Teofil Szańkowski (ur. 11 maja 1880 w Zabrodziu, zm. 1 kwietnia 1945 w Cukurycha k. Doniecka) – ziemianin polski, działacz społeczny, hodowca i twórca nowych odmian zbóż, ofiara terroru sowieckiego.

## Życiorys
Teofil Szańkowski był synem Maurycego Szańkowskiego, właściciela Wierzbna i Anny z Szyców (Schützów), wnuczki Fryderyka Schütza. W 1899 roku ukończył gimnazjum w Sosnowcu, następnie studiował rolnictwo w Jenie, potem w Halle. W 1906 roku przejął po ojcu majątek o powierzchni 198 hektarów. W 1908 roku założył w Koniuszy kółko rolnicze i został jego prezesem . W czasie I wojny światowej majątek został zdewastowany, a inwentarz zarekwirowany. Po wojnie Szańkowscy na 15 ha prowadzili gospodarstwo sadowniczo–warzywnicze. W 1921 roku odbudowali dwór w stylu narodowym .
Teofil Szańkowski wraz z żoną Janiną z Kollatorowiczów (1884–1953) zlikwidowali produkcję mleczarską i zajęli się między innymi hodowlą nowych odmian zbóż. W 1913 roku wyhodowali oryginalne odmiany zwane Wierzbieńskie (w oparciu o żyto Petkus) i pszenicę Ina (na bazie pszenic Konstancja i Książę Saski) . Wzorowo prowadzone gospodarstwo odwiedzane było przez krajowych i zagranicznych specjalistów . W czasie II wojny światowej właściciele wspierali uciekinierów z Wielkopolski i Warszawy po powstaniu w 1944 roku, uchodźców z kresów wschodnich oraz ukrywającą się młodzież z Krakowa.
Po reformie rolnej w 1944 roku majątek znacjonalizowano, a ziemię rozparcelowano. W styczniu 1945 roku Teofil Szańkowski został aresztowany przez NKWD i osadzony w więzieniu Montelupich w Krakowie. Podczas transportu w głąb Rosji zmarł 1 kwietnia 1945 roku w miejscowości Cukurycha k. Doniecka. Część hodowli nasiennej zbóż wdowa przeniosła do Uszyc na Opolszczyźnie i prowadziła ją do śmierci. Małżeństwo zmarło bezpotomnie .

## Ordery i odznaczenia
- Krzyż Oficerski Orderu Odrodzenia Polski (27 listopada 1929)[5][1]